# イチから住 〜前略、移住しました〜
『イチから住 〜前略、移住しました〜』（イチからじゅう ぜんりゃくいじゅうしました）は、2015年4月12日から2018年9月23日まで、テレビ朝日系列で放送されたバラエティ番組。

## 内容
タレントが地方へ行き、自ら住居、勤務先を探し3ヵ月間の田舎暮らしを実践、その経験を元に移住マニュアルを作る。

## 出演者
- やす（ずん） #1、3 - 12
- 布川隼汰 #2 - 4、6、8 - 10
- ドロンズ石本 #11 - 23
- 福井仁美 #14 - 25、78、139
- 大杉漣 #24、28
- まこと（シャ乱Q）＆富永美樹夫妻 #26 - 36、47 - 48、103、150 - 153
- 高畑こと美 #37 - 40、42 - 46
- 高畑裕太 #40
- 高畑淳子 #42
- 尾上寛之 #38 - 39、41 - 47、78
- 斉藤祥太 #48 - 55、57、59 - 61
- 斉藤慶太 #48 - 55、57、59 - 61
- 冨家規政 #56 - 59、61 - 63、65 - 68、70 - 74
- 泉浩＆末永遥夫妻 #64、66 - 77
- 川岡大次郎 #75 - 87
- 野村宏伸 #79 - 86、88 - 89、91 - 93
- 水野裕子 #90 - 92、94、97、99、101
- 川野太郎 #95 - 96、98、100、102、105 - 106
- 清水國明 #99
- 鳥羽潤 #104、109、111 - 115、117
- 大鶴義丹 #107 - 118
- 篠原信一 #119 - 124、126 - 128
- 藤田朋子 #123 - 125、127 - 129、132 - 135
- 野村真美 #130 - 131、133 - 137
- 宮地真緒 #138 - 139、141 - 149
- 益子直美＆山本雅道 #140 - 141、143
- 男性ナレーター：小倉久寛
- 女性ナレーター：竹達彩奈・戸松遥・豊崎愛生・日笠陽子（この4人が週替わりに担当する）#1 - 25、島本真衣（テレビ朝日アナウンサー）#26 - 153

## 主な企画
漣さんが訪ねるサイコーの移住
大杉漣が全国各地で最高の移住生活を過ごしている人を訪ねる。
移住して悠々人
仕事を変えずに移住し、悠々自適な理想の暮らしを実現した移住者を紹介

## ネット局と放送時間
| 放送地域       | 放送局                   | 系列           | 放送日時           | 放送期間                      | 遅れ       |
| -------------- | ------------------------ | -------------- | ------------------ | ----------------------------- | ---------- |
| 関東広域圏     | テレビ朝日（EX）         | テレビ朝日系列 | 日曜 18:30 - 18:57 | 2015年4月12日 - 2018年9月23日 | 制作局     |
| 北海道         | 北海道テレビ（HTB）      | テレビ朝日系列 | 日曜 18:30 - 18:57 | 2015年4月12日 - 2018年9月23日 | 同時ネット |
| 青森県         | 青森朝日放送（ABA）      | テレビ朝日系列 | 日曜 18:30 - 18:57 | 2015年4月12日 - 2018年9月23日 | 同時ネット |
| 岩手県         | 岩手朝日テレビ（IAT）    | テレビ朝日系列 | 日曜 18:30 - 18:57 | 2015年4月12日 - 2018年9月23日 | 同時ネット |
| 宮城県         | 東日本放送（KHB）        | テレビ朝日系列 | 日曜 18:30 - 18:57 | 2015年4月12日 - 2018年9月23日 | 同時ネット |
| 秋田県         | 秋田朝日放送（AAB）      | テレビ朝日系列 | 日曜 18:30 - 18:57 | 2015年4月12日 - 2018年9月23日 | 同時ネット |
| 山形県         | 山形テレビ（YTS）        | テレビ朝日系列 | 日曜 18:30 - 18:57 | 2015年4月12日 - 2018年9月23日 | 同時ネット |
| 福島県         | 福島放送（KFB）          | テレビ朝日系列 | 日曜 18:30 - 18:57 | 2015年4月12日 - 2018年9月23日 | 同時ネット |
| 新潟県         | 新潟テレビ21（UX）       | テレビ朝日系列 | 日曜 18:30 - 18:57 | 2015年4月12日 - 2018年9月23日 | 同時ネット |
| 長野県         | 長野朝日放送（abn）      | テレビ朝日系列 | 日曜 18:30 - 18:57 | 2015年4月12日 - 2018年9月23日 | 同時ネット |
| 静岡県         | 静岡朝日テレビ（SATV）   | テレビ朝日系列 | 日曜 18:30 - 18:57 | 2015年4月12日 - 2018年9月23日 | 同時ネット |
| 石川県         | 北陸朝日放送（HAB）      | テレビ朝日系列 | 日曜 18:30 - 18:57 | 2015年4月12日 - 2018年9月23日 | 同時ネット |
| 中京広域圏     | メ〜テレ （NBN）         | テレビ朝日系列 | 日曜 18:30 - 18:57 | 2015年4月12日 - 2018年9月23日 | 同時ネット |
| 近畿広域圏     | 朝日放送テレビ（ABC TV） | テレビ朝日系列 | 日曜 18:30 - 18:57 | 2015年4月12日 - 2018年9月23日 | 同時ネット |
| 広島県         | 広島ホームテレビ（HOME） | テレビ朝日系列 | 日曜 18:30 - 18:57 | 2015年4月12日 - 2018年9月23日 | 同時ネット |
| 山口県         | 山口朝日放送（yab）      | テレビ朝日系列 | 日曜 18:30 - 18:57 | 2015年4月12日 - 2018年9月23日 | 同時ネット |
| 香川県・岡山県 | 瀬戸内海放送（KSB）      | テレビ朝日系列 | 日曜 18:30 - 18:57 | 2015年4月12日 - 2018年9月23日 | 同時ネット |
| 愛媛県         | 愛媛朝日テレビ（eat）    | テレビ朝日系列 | 日曜 18:30 - 18:57 | 2015年4月12日 - 2018年9月23日 | 同時ネット |
| 福岡県         | 九州朝日放送（KBC）      | テレビ朝日系列 | 日曜 18:30 - 18:57 | 2015年4月12日 - 2018年9月23日 | 同時ネット |
| 長崎県         | 長崎文化放送（ncc）      | テレビ朝日系列 | 日曜 18:30 - 18:57 | 2015年4月12日 - 2018年9月23日 | 同時ネット |
| 熊本県         | 熊本朝日放送（KAB）      | テレビ朝日系列 | 日曜 18:30 - 18:57 | 2015年4月12日 - 2018年9月23日 | 同時ネット |
| 大分県         | 大分朝日放送（OAB）      | テレビ朝日系列 | 日曜 18:30 - 18:57 | 2015年4月12日 - 2018年9月23日 | 同時ネット |
| 鹿児島県       | 鹿児島放送（KKB）        | テレビ朝日系列 | 日曜 18:30 - 18:57 | 2015年4月12日 - 2018年9月23日 | 同時ネット |
| 沖縄県         | 琉球朝日放送（QAB）      | テレビ朝日系列 | 日曜 18:30 - 18:57 | 2015年4月12日 - 2018年9月23日 | 同時ネット |
| 宮崎県         | 宮崎放送（mrt）          | TBS系列        | 火曜 15:20 - 15:50 | 2017年4月4日 - 2018年10月2日  | 遅れネット |

### 過去のネット局
| 放送地域       | 放送局              | 系列           | 放送日時         | 放送期間                      | 遅れ       |
| -------------- | ------------------- | -------------- | ---------------- | ----------------------------- | ---------- |
| 鳥取県・島根県 | 日本海テレビ（NKT） | 日本テレビ系列 | 土曜 5:29 - 5:59 | 2015年4月18日 - 2017年3月25日 | 遅れネット |

## スタッフ
- 構成：折戸泰二郎、工藤ひろこ、水野英昭
- 技術：TSP
- 音楽：中島克
- 編集：倉田裕麻
- MA：福嶋由幸、嶋脇悠
- CG：ドラゴンプーピクチャーズ
- 編成：田中真由子（テレビ朝日）
- 営業：杉田正芳（テレビ朝日）
- 宣伝：岸田慎介（テレビ朝日）
- WEB：見村浩利（テレビ朝日）
- デスク：原利加子（テレビ朝日、一時離脱→復帰）
- リサーチ：フォーミュレーション
- 制作協力：零CREATE、トップシーン
- AD：星原弘章、大西智之、中川浩輔、酒井僚、渡邉巽、濱田実花
- ディレクター：東信幸、大西耕太、閑和明、本道英門、水落美咲、竹田阿弥乃、植田弘樹、櫛田建太郎、進藤譲、後藤北斗、春田正義、熊谷充史、杉浦夏樹（杉浦→以前はAD）
- 演出：渡邊伸（渡邊→以前は演出→ディレクター）
- プロデューサー：新田良太（テレビ朝日）、伊織秀二、小泉哲朗、平出さとし、四戸美穂
- ゼネラルプロデューサー：寺田伸也（テレビ朝日）
- 制作著作：テレビ朝日

### 過去のスタッフ
- 編集：今野友貴
- MA：一色勇人
- 編成：島川博篤（テレビ朝日）
- 宣伝：樽井勝弘、村上理絵（テレビ朝日）
- 営業：白井伸之（テレビ朝日）
- WEB：黒木堅太（テレビ朝日）
- デスク：由利倫梨子（テレビ朝日）
- ディレクター：中広周平
- AP：犬飼真未
- プロデューサー：松野良紀、髙橋伸之、松本能幸（共にテレビ朝日）